# Bekica
Bekica  (lat. Luzula), kozmopolitski rod trajnica iz porodice sitovki. Naziv roda dolazi od latinskog lucere, “svijetliti”, možda zbog nekih cvjetova u rodu, ili svjetlucanja dod su vlažne od rose ili kiše.
Postoji preko 120 vrsta (124), od čega U Hrvatskoj raste oko 10 vrsta.  

## Vrste
1. Luzula abchasica Novikov
2. Luzula abyssinica Parl.
3. Luzula acuminata Raf.
4. Luzula acutifolia Nordensk.
5. Luzula africana Drège
6. Luzula alopecurus Desv.
7. Luzula alpestris H.Nordensk.
8. Luzula alpina Hoppe
9. Luzula alpinopilosa (Chaix) Breistr.
10. Luzula antarctica Hook.f.
11. Luzula arcuata (Wahlenb.) Sw.
12. Luzula atlantica Braun-Blanq.
13. Luzula atrata Edgar
14. Luzula australasica Steud.
15. Luzula banksiana E.Mey.
16. Luzula bomiensis K.F.Wu
17. Luzula brachyphylla Phil.
18. Luzula brevispicata Knjaz.
19. Luzula bulbosa (Alph.Wood) Smyth & L.C.R.Smyth
20. Luzula caespitosa (J.Gay ex E.Mey.) Steud.
21. Luzula calabra Ten.
22. Luzula campestris (L.) DC.
23. Luzula canariensis Poir.
24. Luzula capitata (Miq. ex Franch. & Sav.) Kom.
25. Luzula caricina E.Mey.
26. Luzula cascadensis Zika
27. Luzula celata Edgar
28. Luzula chilensis Nees & Meyen ex Kunth
29. Luzula colensoi Hook.f.
30. Luzula comosa E.Mey.
31. Luzula confusa Lindeb.
32. Luzula congesta (Thuill.) Lej.
33. Luzula crenulata Buchenau
34. Luzula crinita Hook.f.
35. Luzula decipiens Edgar
36. Luzula densiflora (Nordensk.) Edgar
37. Luzula denticulata Liebm.
38. Luzula desvauxii Kunth
39. Luzula divaricata S.Watson
40. Luzula divulgata Kirschner
41. Luzula divulgatiformis Bacic & Jogan
42. Luzula echinata (Small) F.J.Herm.
43. Luzula ecuadoriensis Balslev
44. Luzula effusa Buchenau
45. Luzula elegans Lowe
46. Luzula excelsa Buchenau
47. Luzula exspectata Bacic & Jogan
48. Luzula fallax Kirschner
49. Luzula flaccida (Buchenau) Edgar
50. Luzula formosana Ohwi
51. Luzula forsteri (Sm.) DC.
52. Luzula gigantea Desv.
53. Luzula glabrata (Hoppe) Desv.
54. Luzula groenlandica Böcher
55. Luzula hawaiiensis Buchenau
56. Luzula hitchcockii Hämet-Ahti
57. Luzula ignivoma Kirschner
58. Luzula inaequalis K.F.Wu
59. Luzula indica Kirschner
60. Luzula jimboi Miyabe & Kudô
61. Luzula johnstonii Buchenau
62. Luzula kjellmaniana Miyabe & Kudô
63. Luzula kobayasii Satake
64. Luzula lactea (Link) E.Mey.
65. Luzula leiboldii Buchenau
66. Luzula leptophylla Buchenau & Petrie ex Buchenau
67. Luzula longiflora Benth.
68. Luzula lutea (All.) DC.
69. Luzula lutescens (Koidz.) Kirschner & Miyam.
70. Luzula luzulina (Vill.) Racib.
71. Luzula luzuloides (Lam.) Dandy & Wilmott
72. Luzula macrantha (S.Watson) Zika & B.L.Wilson
73. Luzula mannii (Buchenau) Kirschner & Cheek
74. Luzula masafuerana Skottsb.
75. Luzula mauretanica (Maire & Trab.) Rivas Mart., Molero Mesa, Marfíl & G.Benítez
76. Luzula mendocina Barros
77. Luzula meridionalis H.Nordensk.
78. Luzula modesta Buchenau
79. Luzula multiflora (Ehrh.) Lej.
80. Luzula nipponica (Satake) Kirschner & Miyam.
81. Luzula nivalis (Laest.) Spreng.
82. Luzula nivea (L.) DC.
83. Luzula nodulosa (Chaub. & Bory) E.Mey.
84. Luzula novae-cambriae Gand.
85. Luzula odaesanensis Y.N.Lee & Chae ex M.Kim
86. Luzula oligantha Sam.
87. Luzula orestera Sharsm.
88. Luzula ostenii (Mattf.) Herter
89. Luzula ovata Edgar
90. Luzula pallescens Sw.
91. Luzula papuana M.E.Jansen
92. Luzula parviflora (Ehrh.) Desv.
93. Luzula pedemontana Boiss. & Reut.
94. Luzula pediformis (Chaix) DC.
95. Luzula peruviana Desv.
96. Luzula philippinensis M.E.Jansen
97. Luzula picta R.Lesson & A.Rich.
98. Luzula pilosa (L.) Willd.
99. Luzula pindica (Hausskn.) Chrtek & Krísa
100. Luzula piperi (Coville) M.E.Jones
101. Luzula plumosa E.Mey.
102. Luzula poimena W.M.Curtis
103. Luzula pumila Hook.f.
104. Luzula purpureosplendens Seub.
105. Luzula racemosa Desv.
106. Luzula rufa Edgar
107. Luzula rufescens Fisch. ex E.Mey.
108. Luzula ruiz-lealii Barros
109. Luzula seubertii Lowe
110. Luzula spicata (L.) DC.
111. Luzula stenophylla Steud.
112. Luzula subcapitata (Rydb.) H.D.Harr.
113. Luzula subcongesta (S.Watson) Jeps.
114. Luzula sudetica (Willd.) Schult.
115. Luzula sylvatica (Huds.) Gaudin
116. Luzula taiwaniana Satake
117. Luzula taurica (V.I.Krecz.) Novikov
118. Luzula tibestica (Quézel) Zahran ex Romo & Borat.
119. Luzula traversii (Buchenau) Cheeseman
120. Luzula tristachya Desv.
121. Luzula ulei Buchenau
122. Luzula ulophylla (Buchenau) Cockayne & Laing
123. Luzula vulcanica Liebm.
124. Luzula wahlenbergii Rupr.
125. Luzula ×bogdanii Kirschner
126. Luzula ×bornmuelleriana Kük.
127. Luzula ×borreri Bromf. ex Bab.
128. Luzula ×danica Nordensk. & Kirschner
129. Luzula ×favratii K.Richt.
130. Luzula ×gayana Font Quer & Rothm.
131. Luzula ×hasleri Murr
132. Luzula ×heddae Kirschner
133. Luzula ×hermanni-muelleri Asch. & Graebn.
134. Luzula ×hybrida H.Lindb. ex Kirschner
135. Luzula ×johannis-principis Murr
136. Luzula ×lepetitiana Beyer
137. Luzula ×levieri Asch. & Graebn.
138. Luzula ×marceloi Rivas Mart.
139. Luzula ×media Kirschner
140. Luzula ×pfaffii Murr
141. Luzula ×romanica Dvorák & Vorel
142. Luzula ×sichuanensis K.F.Wu
143. Luzula ×somedana Fern.-Carv. & Fern.Prieto
144. Luzula ×vinesii Murr
145. Luzula ×wettsteinii Buchenau
146. Luzula ×winderiae Murr